# Tainá Müller

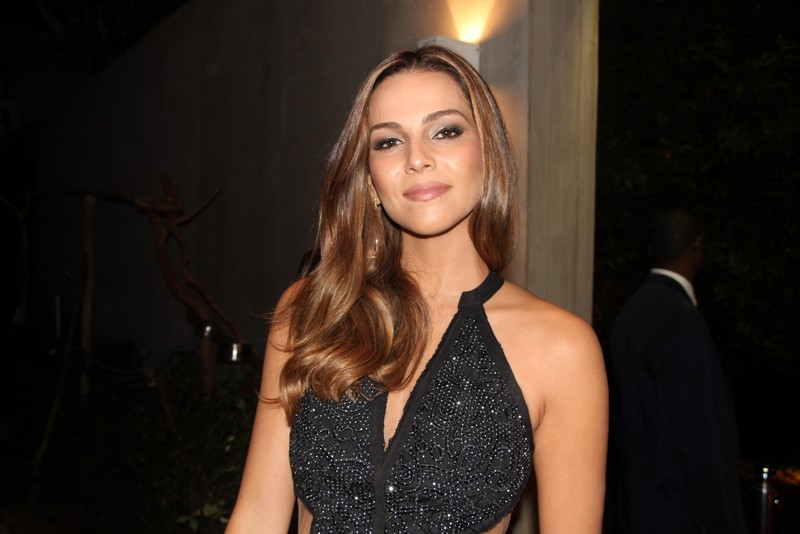
Tainá Müller im Jahr 2015

Tainá Müller (anhörenⓘ * 1. Juni 1982 in Porto Alegre) ist eine brasilianische Filmschauspielerin, die im deutschsprachigen Raum für die Titelrolle in der Netflixserie Guten Morgen, Verônica bekannt ist.

## Leben und Wirken
Müller wuchs als Älteste von drei Schwestern auf, ihr Schwestern sind die Fernsehmoderatorin Titi und die Schauspielerin Taiure. Mit 19 wurde Müller als VJ bei MTV tätig und modelte nebenbei unter anderem in Hongkong, Mailand und Bangkok. Im Anschluss studierte sie ab 2005 Schauspiel in São Paulo und feierte 2007 ihr Schauspieldebüt in Cão Sem Dono. Für die Rolle in Cão Sem Dono wurde sie auf dem Cuiabá Film and Video Festival als beste Schauspielerin ausgezeichnet und für den Prêmio ACIE de Cinema nominiert. Im gleichen Jahr spielte sie ihre erste Rolle im brasilianischen Fernsehen, in der auf Rede Globo ausgestrahlten Telenovela Eterna Magia in der Rolle Laura Mascarenhas. 2010 spielte sie in Elite Squad – Im Sumpf der Korruption die Rolle Clara und 2011 eine Nebenrolle in As Mães de Chico Xavier, einem Film über das Medium Chico Xavier, für die sie mehrfach ausgezeichnet wurde. In den folgenden Jahren war sie in verschiedenen Rollen in brasilianischen Telenovelas wie Insensato Coração und Em Família zu sehen. 2020 spielte sie in der für Netflix produzierten Serie Guten Morgen, Verônica die Titelrolle.  
Müller ist verheiratet und seit 2016 Mutter.  

## Filmografie (Auswahl)
- 2007: Cão Sem Dono
- 2007: Eterna Magia (Fernsehserie, 34 Folgen)
- 2008–2009: Revelação (Fernsehserie, 163 Folgen)
- 2010: Elite Squad – Im Sumpf der Korruption (Tropa de Elite 2 – O Inimigo Agora é Outro)
- 2011: As Mães de Chico Xavier
- 2011: Insensato Coração (Fernsehserie, 106 Folgen)
- 2014: Em Família (Fernsehserie, 137 Folgen)
- 2015: O Duelo
- 2017–2018: O Outro Lado do Paraíso (Fernsehserie, 117 Folgen)
- 2020: Guten Morgen, Verônica (Bom Dia, Verônica, Fernsehserie)

## Auszeichnungen
Cuiabá Film and Video Festival 2008
- Preisträgerin in der Kategorie Beste Hauptdarstellerin für Cão Sem Dono

Prêmio ACIE de Cinema 2008
- Nominierung in der Kategorie Beste Hauptdarstellerin für Cão Sem Dono

Los Angeles Brazilian Film Festival 2011
- Preisträgerin in der Kategorie Beste Nebendarstellerin für As Mães de Chico Xavier

Prêmio Contigo Cinema 2011
- Preisträgerin des Publikumspreises in der Kategorie Beste Nebendarstellerin für As Mães de Chico Xavier